# SC Sand
Az SC Sand egy német sportegyesület, amelynek van női labdarúgó szakosztálya is, amely a német női első osztályban szerepel.

## Klubtörténet
A klub több szakosztály üzemeltet, mint a labdarúgás, az aerobik, a cselgáncs és a csikung. A női labdarúgást 1980 júliusában alapították meg. 1984–1985-ben bajnoki címet szereztek, miután az akkoriban a másodosztálynak megfelelő District League Offenburg ligát megnyerték. A 2013–14-es szezonban megnyerték a Bundesliga 2-t és feljutottak az élvonalba.
A férfi labdarúgóklub alacsonyabb osztályokban szerepelt. Kevésbé sikeresek, mint a női szakosztály.

## Játékoskeret
2021. január 23-tól
| #  |     | Poszt | Név                  |
| -- | --- | ----- | -------------------- |
| 1  | NED | K     | Jacintha Weimar      |
| 12 | AUT | K     | Jasmin Pal           |
| 2  | GER | V     | Fatma Sakar          |
| 3  | NED | V     | Myrthe Moorrees      |
|    | USA | V     | Adrienne Jordan      |
| 8  | AUT | V     | Marina Georgieva     |
| 13 | GER | V     | Michaela Brandenburg |
| 14 | GER | V     | Noemi Gentile        |
| 4  | GER | KP    | Marion Gavat         |
| 7  | GER | KP    | Chiara Loos          |

| #  |                      | Poszt | Név                |
| -- | -------------------- | ----- | ------------------ |
| 9  | GER                  | KP    | Dörthe Hoppius     |
| 10 | SRB                  | KP    | Dina Blagojević    |
| 15 | USA                  | KP    | Patricia George    |
| 17 | GER                  | KP    | Emily Evels        |
| 23 | POL                  | KP    | Patrycja Balcerzak |
| 27 | GER                  | KP    | Ricarda Schaber    |
| 11 | GER                  | CS    | Leonie Kreil       |
|    | Saint Kitts és Nevis | CS    | Phoenetia Browne   |
| 19 | USA                  | CS    | Danielle Tolmais   |

## Sikerek
- Bundesliga 2 : 1

2013–14
- Regionalliga Süd : 2

2002–03, 2011–12
- Bezirksliga Offenburg : 1

1984–85
- Südbadische Damenliga : 2

1991–92, 1995–96